# الودال
الودال (به لاتین: Alvdal) یک سکونتگاه مسکونی در نروژ است که در هدمارک واقع شده‌است.

## خصوصیات
الودال ۹۴۳ کیلومترمربع مساحت و ۲٬۴۰۶ نفر جمعیت دارد.